# Campionati mondiali di taekwondo 1987
I Campionati mondiali di taekwondo 1987 sono stati l'8ª edizione dei campionati mondiali di taekwondo, organizzati dalla World Taekwondo Federation, e si sono svolti a Barcellona, in Spagna, dal 7 all'11 ottobre 1987.
Fu la prima edizione in cui parteciparono anche le donne.

## Medagliati

### Maschile
| Specialità | Oro                           | Argento                   | Bronzo                                                                 |
| -50 kg     | Lee Sung-Wook Corea del Sud   | Enrique Torroella Messico | Bidham Lama Nepal / Dae-Sung Lee Stati Uniti                           |
| 54 kg      | Kang Chang-Mo Corea del Sud   | Budi Setiawan Indonesia   | Geremia Di Costanzo Italia / Bathily Younousse Costa d'Avorio          |
| 58 kg      | Yoo Myung-Sik Corea del Sud   | Sakir Bezcir Turchia      | Nuno Damaso Svizzera / Alfo del Orso Australia                         |
| 64 kg      | Lee Chianhsiang Taiwan        | Luis Torner Spagna        | Mustafa Elmali Turchia / Chris Spencer Stati Uniti                     |
| 70 kg      | Yang Dae-Seung Corea del Sud  | Jesús Tortosa Spagna      | Steve Carpenter Stati Uniti / Georg Streif Germania Ovest              |
| 76 kg      | Jeong Kook-Hyun Corea del Sud | John Wright Díaz Spagna   | Thorsten Gernhardt Germania Ovest / Richard Jaydes Warwick Stati Uniti |
| 83 kg      | Lee Kye-Haeng Corea del Sud   | Francisco Jiménez Spagna  | Herbert Pérez Stati Uniti / Ammar Sbeihi Giordania                     |
| +83 kg     | Michale Arndt Germania Ovest  | Jimmy Kim Stati Uniti     | M. Bourkouli Francia / Carmelo Medina Spagna                           |

### Femminile
| Specialità | Oro                         | Argento                    | Bronzo                                                       |
| -43 kg     | Jang Eu-Suk Corea del Sud   | Mónica Torres Messico      | Chin Yufang Taiwan / María Rosa Moreno Spagna                |
| 47 kg      | Pai Yunyiao Taiwan          | Lee Young Corea del Sud    | Antonia Cayetano Spagna / Ginean Hatter Stati Uniti          |
| 51 kg      | Tennur Yerlisu Turchia      | Josefina López Spagna      | Margarita Ogarrio Messico / Torng Yalin Taiwan               |
| 55 kg      | Kim So-Young Corea del Sud  | Kim Dotson Stati Uniti     | Anne-Mette Christensen Danimarca / Tan Zuleyhan Turchia      |
| 60 kg      | Lee Eun-Young Corea del Sud | Hsien Fenglien Taiwan      | Brigitte Evanno Francia / Elena Navaz Spagna                 |
| 65 kg      | Coral Bistuer Spagna        | Kim Sook-Jee Corea del Sud | Tessa Gordon Canada / Tang Huiting Taiwan                    |
| 70 kg      | Mandy de Jongh Paesi Bassi  | Wang Chinyu Taiwan         | Sharon Jewell Stati Uniti / Angelika Biegger Germania Ovest  |
| +70 kg     | Lynette Love Stati Uniti    | Liu Yiling Taiwan          | Anne-Mieke Buijs Paesi Bassi / Chang Yoon-Jung Corea del Sud |

## Medagliere
| Posizione | Paese          | Oro | Argento | Bronzo | Totale |
| --------- | -------------- | --- | ------- | ------ | ------ |
| 1         | Corea del Sud  | 9   | 2       | 1      | 12     |
| 2         | Taiwan         | 2   | 3       | 3      | 8      |
| 3         | Spagna         | 1   | 5       | 4      | 10     |
| 4         | Stati Uniti    | 1   | 2       | 7      | 10     |
| 5         | Turchia        | 1   | 1       | 2      | 4      |
| 6         | Germania Ovest | 1   | 0       | 3      | 4      |
| 7         | Paesi Bassi    | 1   | 0       | 1      | 2      |
| 8         | Messico        | 0   | 2       | 1      | 3      |
| 9         | Indonesia      | 0   | 1       | 0      | 1      |
| 10        | Francia        | 0   | 0       | 2      | 2      |
| 11        | Australia      | 0   | 0       | 1      | 1      |
| 11        | Canada         | 0   | 0       | 1      | 1      |
| 11        | Costa d'Avorio | 0   | 0       | 1      | 1      |
| 11        | Danimarca      | 0   | 0       | 1      | 1      |
| 11        | Italia         | 0   | 0       | 1      | 1      |
| 11        | Giordania      | 0   | 0       | 1      | 1      |
| 11        | Nepal          | 0   | 0       | 1      | 1      |
| 11        | Svizzera       | 0   | 0       | 1      | 1      |
|           | TOTALE         | 16  | 16      | 32     | 64     |